# Николаево (Бабушкинский район)
Николаево — деревня в Бабушкинском районе Вологодской области.
Входит в состав Подболотное сельское поселение, с точки зрения административно-территориального деления — в Подболотный сельсовет.
Расстояние по автодороге до районного центра села имени Бабушкина составляет 116 км, до центра муниципального образования Кокшарки — 12 км. Ближайшие населённые пункты — Пестериха, Еремино, Козлец.
Население по данным переписи 2002 года — 35 человек (13 мужчин, 22 женщины). Всё население — русские.